# متلن
متلن (به آلمانی: Metelen) یک شهر در آلمان است که در Steinfurt واقع شده‌است. متلن ۶٬۴۳۱ نفر جمعیت دارد.